# Jan Sobiło

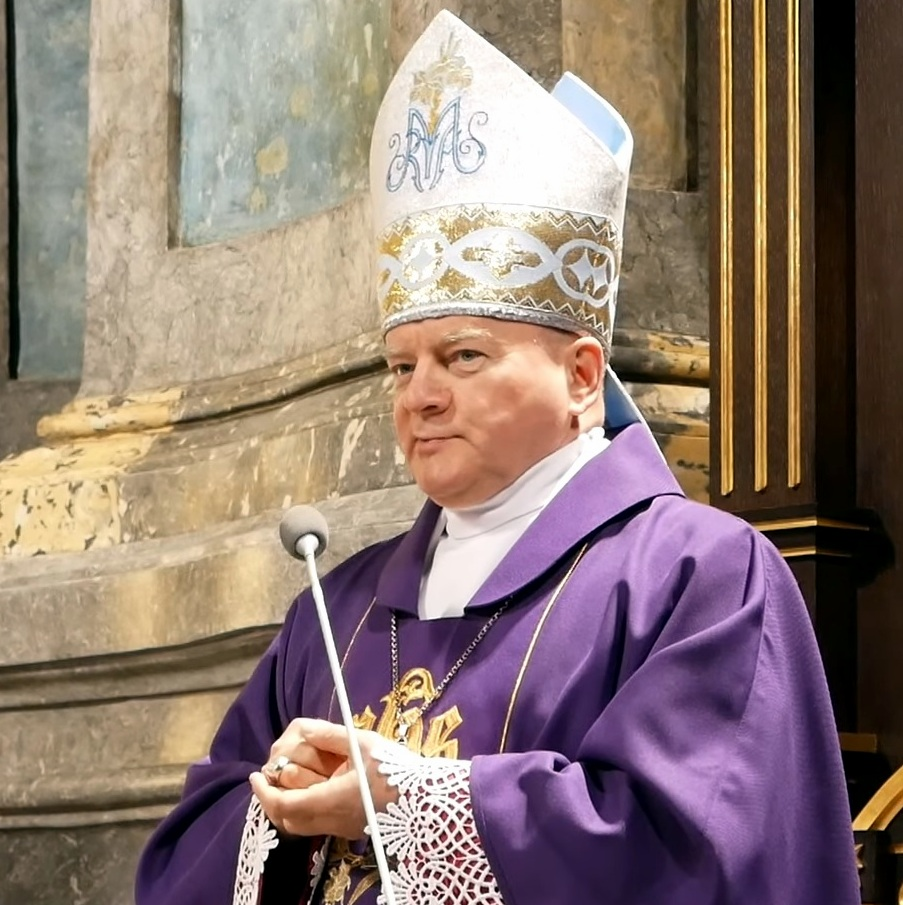
Jan Sobiło, 2023

Jan Sobiło (* 31. Mai 1962 in Nisko) ist Weihbischof in Charkiw-Saporischschja.

## Leben
Der Bischof von Lublin, Bolesław Pylak, weihte ihn am 13. Dezember 1986 zum Priester. Papst Benedikt XVI. ernannte ihn am 30. Oktober 2010 zum Weihbischof in Charkiw-Saporischschja und Titularbischof von Bulna.
Der  Bischof von Charkiw-Saporischschja, Marian Buczek, weihte ihn am 8. Dezember desselben Jahres zum Bischof; Mitkonsekratoren waren Ivan Jurkovič, Apostolischer Nuntius in der Ukraine, und Mieczysław Mokrzycki, Erzbischof von Lemberg. Als Wahlspruch wählte er Deus Pater Misericors.